# آنتونیو روسل
آنتونیو روسل (انگلیسی: Antonio Rosl؛ زادهٔ ۲۱ مارس ۱۹۴۴) بازیکن فوتبال اهل آرژانتین است.
از باشگاه‌هایی که در آن بازی کرده‌است می‌توان به باشگاه ورزشی سن لورنسو آلماگرو و باشگاه فوتبال جیمناسیا لاپلاتا اشاره کرد.
وی همچنین در تیم ملی فوتبال آرژانتین بازی کرده‌است.